# Altine
Altine est un village du Cameroun située dans la région de l'Adamaoua et le département de Mayo-Banyo. Il fait partie de la commune de Banyo et du lamidat de Banyo.

## Éducation
Lors du recensement de 2005, on y a dénombré 462 personnes.
L'école publique du village compte 63 élèves dont 25 filles et 38 garçons. Les enseignants contractuels sont au nombre de 1 et 1 enseignant fonctionnaire. Ils ont à leur disposition 2 salles de classe.